# داستان‌های عشقی هزار و یک شب
داستان‌های عشقی هزار و یک شب (به ایتالیایی: Il fiore delle Mille e una notte) یا به‌طور خلاصه، هزار و یک شب عنوان فیلمی ایتالیایی در ژانر درام و اروتیک به کارگردانی پیر پائولو پازولینی در سال ۱۹۷۴ است. عنوان اصلی فیلم به ایتالیایی به معنی گل هزار و یک شب می‌باشد.
فیلم اقتباسی از داستان‌های هزار و یک شب است. قهرمان فیلم فرانکو مرلی، جوان سیسیلی بود که توسط پازولینی برای فیلم انتخاب شد. بخش‌هایی از فیلم در ایران اصفهان آثار تاریخی آن فیلم‌برداری شده است.

## داستان فیلم
داستان اصلی فیلم دربارهٔ نوجوانی به نام نورالدین (فرانکو مرلی) است که اسیر عشق کنیزی به نام زمرد (اینس پله‌گرینی) می‌شود. از آنجا که ارباب زمرد او را در انتخاب ارباب بعدیش آزاد گذاشته است، او نورالدین را انتخاب می‌کند و این باعث حسادت مردی می‌شود که قصد خرید زمرد به هزار دینار را داشت. از این رو با دسیسه نوکرش علی «پسر چشم آبی» به نورالدین دوا می‌خورانند و او به خواب می‌رود و زمرد را می‌دزدند، نورالدین با کمک بانوی شهر و پرداخت بهای آن که رابطه با اوست، محل زندانی شدن زمرد را پیدا می‌کند ولی شب هنگام و موقع فرار به خواب می‌رود و یک دزد از چهل دزد بغداد با برداشتن عمامه نورالدین خود را به‌جای او جا می‌زند و زمرد را برای بار دوم می‌دزد و او را به پیرمردی می‌سپارد و خود می‌رود تا بقیه دزدان را بیاورد، تا به وصال زمرد برسند، ولی زمرد با گول‌زدن پیرمرد فرار می‌کند. زمرد با لباس مردانه به سرزمینی می‌رسد که پادشاه خود را ازدست داده‌اند و منتظر ورود اولین مرد به سزمین‌شان هستند، که او را به پادشاهی برگزینند. زمرد که به اجبار باید با دختر پادشاه مرده ازدواج کند، داستان را با او در میان می‌گذارد و قرار می‌شود این راز بین آنها بماند. آنها مهمانی باشکوهی می‌گیرند و قرار می‌شود مردمان آن شهر از غذاهای مهمانی نخورند تا غریبه‌هایی که به شهر می‌آیند شناسایی شده و زمرد بتواند نورالدین را پیدا کند. اولین نفری که وارد شهر می‌شود علی است و با خوردن غذا و لو رفتن اعدام می‌شود. دومین نفر نیز همان دزد بغداد است که او هم به همان سرنوشت دچار می‌شود. در نهایت نورالدین در طول مسافرت و پس از رابطه با دختران بسیار و شنیدن داستان‌های هزار و یکشب از زبان آنها به شهر وارد می‌شود. نورالدین ابتدا فکر می‌کند پادشاه قصد تجاوز به او را دارد ولی می‌فهمد که در آغوش عشق خود زمرد است.